# Phymatopterella pallidifrons
Phymatopterella pallidifrons är en tvåvingeart som först beskrevs av Borgmeier 1926.  Phymatopterella pallidifrons ingår i släktet Phymatopterella och familjen puckelflugor. Inga underarter finns listade i Catalogue of Life.